# Крайние меры (фильм, 1996)
«Крайние меры» (англ. Extreme Measures) — американский триллер 1996 года с Сарой Джессикой Паркер, Хью Грантом и Джином Хэкменом в главных ролях.

## Сюжет
Молодой нью-йоркский врач Гай Лютан узнаёт шокирующие детали о частных медицинских экспериментах своего коллеги — доктора Лоуренса Майрика и, как следствие, теряет работу. Но это не останавливает Гая в борьбе со своим могущественным противником.

## В ролях
| Актёр                | Роль           |
| -------------------- | -------------- |
| Хью Грант            | Гай Лютан      |
| Джин Хэкмен          | Лоуренс Майрик |
| Сара Джессика Паркер | Джоди Трэммл   |
| Дэвид Морс           | агент ФБР      |

## Критика
Критики встретили фильм неоднозначно. Кинокритики Роджер Эберт и Джин Сискел дали фильму 3 звезды из 4. Эберт упомянул в своей рецензии, что фильм «создан на более высоком уровне, чем большинство триллеров; диалоги грамотные и продуманные, но Грант больше похож на обычного человека, чем на героя боевика».